# Gornji Milanovac
Gornji Milanovac (cyr. Горњи Милановац) – miasto w Serbii, w okręgu morawickim, siedziba gminy Gornji Milanovac. W 2011 roku liczyło 24 216 mieszkańców.
Jest położony w Szumadii, u podnóża góry Rudnik. Przebiega przezeń droga z Belgradu do Čačaku. Miejscowa gospodarka opiera się na przemyśle chemicznym, metalowym, tekstylnym i spożywczym.
Został założony w 1853 roku i w latach 1853–1859 nosił nazwę Despotovac.